# 金盈
金盈（英語：Liz Kam Ying，1990年6月7日—）是香港新聞從業員，前任無綫新聞台高級主播及記者。

## 背景
金盈早年就讀香港培道中學。2012年於香港珠海學院新聞及傳播學系畢業新聞及傳播學系畢業。
她初期於香港寬頻香港新聞台擔任外電編輯，香港新聞台停播後，轉職東方日報東網on.cc擔任財經記者，2014年過檔鳳凰衛視香港台擔任港聞記者及主播，2015年11月再過檔無綫新聞，2019年8月8日離開無綫新聞。
離開無綫電視後，成立環保香氛蠟燭品牌VACHI，並任職環保時裝ODEA！首席營運總監，同時亦是自由工作者，參與司儀和KOL等工作，她曾與男友鄧展鴻(Jeff Tang)參與綠色力量的義工工作到流浮山一帶除草，保護濕地。

## 主播生涯
2015年12月，金盈開始擔任互動新聞台主播。
2016年3月，金盈擔任24小時新聞台黃金時段《七點半一小時新聞》主播。
2016年7月，金盈開始主持翡翠台的新聞提要及《星期日香港早晨》。
同年11月開始主持翡翠台的天氣報告金盈，並於2018年1月升任為高級主播及記者。
金盈曾經為多項歷史性新聞擔任直播旁述，包括美國總統發表國情咨文、2016年里約熱內盧奧運會、英國哈里王子大婚、第十三屆全國人大第二次會議閉幕等等，並曾經主持《施政報告記者會》及《立法會選舉特備節目》。

## 爭議
在2019年反修例運動中，有網民在金盈的Instagram批評無綫新聞報道偏頗失實，她建議批評者「如果你有質疑，你可以讀新聞系做記者，了解更多，中立地將事實報道出嚟，我認為看一件事要全面，就是要多看幾間傳媒的報道。」金盈的「有質疑就要做記者」言論引起網民討論。她最終沒有再回應網民批評，並關閉留言功能和將帳戶轉為不公開。
有報道引述無綫新聞部有員工批評金盈工作能力低下，毫不專業，例如在同年7月22日報道中共前領導人李鵬死訊時竟穿上紅衣，對同事態度亦不友善。有指金盈獲高層力捧，即使屢接投訴仍可平步青雲坐上「高級主播」之位，更多次批評示威行動「阻礙她吃飯」，因而被新聞部同事杯葛。

## 外部連結
- 金盈的Facebook專頁
- 金盈的Instagram帳戶